# Borgognoni

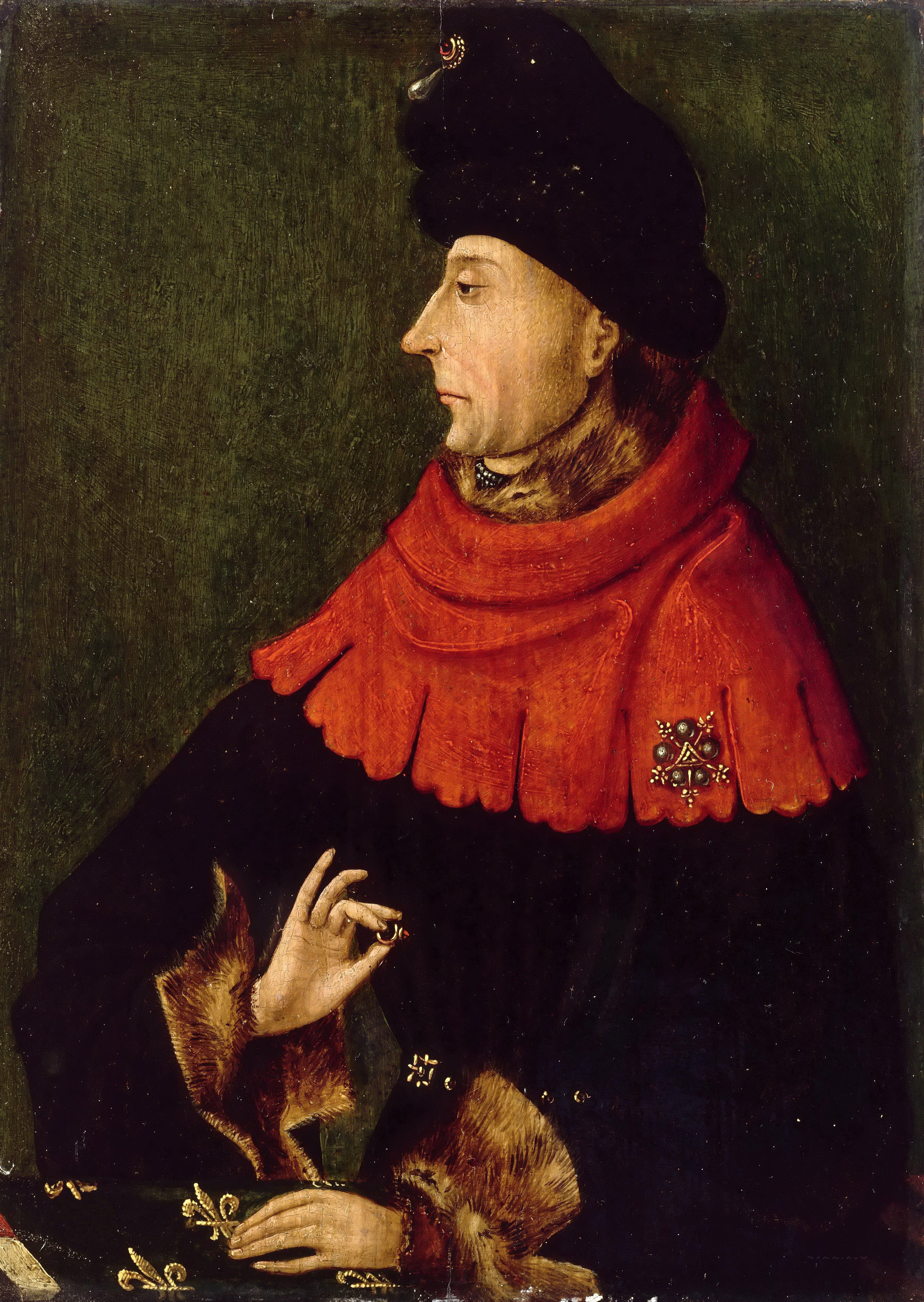
Giovanni di Borgogna

I Borgognoni furono uno dei due partiti che si combatterono nella guerra civile della prima metà del XV secolo, in Francia, una fase del più vasto conflitto della Guerra dei cent'anni. I Borgognoni presero il nome dalla famiglia dei duchi di Borgogna, ramo cadetto della dinastia dei Capetingi e quindi cugini dei re francesi. I loro avversari furono gli Armagnacchi, capeggiati da un altro ramo cadetto della famiglia reale, quella dei duchi d'Orléans.
All'origine il conflitto opponeva il duca di Borgogna, Giovanni senza Paura a suo cugino Luigi duca d'Orléans, che si disputavano il controllo del regno.
Infatti, in seguito alla follia del re, Carlo VI, la Francia, dal 1393, fu governata da un consiglio di reggenza presieduto dalla regina Isabella. Essendo la regina inesperta di politica, il membro più influente del consiglio era stato il duca di Borgogna (Filippo l’Ardito) che fu anche lo zio del re, Carlo VI; ma quando Filippo l'Ardito morì l'influenza Borgognona venne messa in discussione.

## Genesi del conflitto
Filippo l’Ardito morì nel 1404, e suo figlio, il nuovo duca di Borgogna, Giovanni senza Paura, nel consiglio di reggenza, ebbe un'influenza molto minore. Per contro, dopo la morte di Filippo l'Ardito, il fratello del re, Luigi d'Orléans (sembra che fosse diventato l'amante della regina), era divenuto membro molto influente del consiglio di reggenza. Luigi d'Orléans, oltre a contrastare Giovanni senza Paura, impedendogli di realizzare una continuità territoriale tra le Fiandre e la Borgogna, in accordo con la regina, applicò una nuova imposta, per rimettere ordine alle finanze del regno. Giovanni senza Paura rifiutò la nuova tassa per i suoi territori e, nel 1405, si presentò in armi a Parigi, mettendo in fuga Luigi d'Orléans e la regina. Dopo due mesi, anche perché erano riprese le ostilità con gli Inglesi, il duca di Borgogna e Luigi d'Orléans si riappacificarono e alla fine del 1406 entrambi svolsero due campagne militari, Luigi in Guienna e Giovanni a Calais, accusandosi a vicenda di aver danneggiato la propria iniziativa.
Nel 1407 il duca d'Orléans, mentre stava tornando a casa, dopo una visita alla regina, fu ucciso da una banda di armati. Le investigazioni del prevosto di Parigi giunsero alla verità e Giovanni senza Paura confessò di essere stato il mandante. Il duca di Borgogna fu biasimato da tutti (incluso il consiglio di reggenza, che prometteva di perseguire il colpevole), ma non fu preso alcun provvedimento; anzi, ogniqualvolta il duca di Borgogna si presentava a Parigi era accolto con tutti gli onori, nonostante la vedova di Luigi, Valentina Visconti, ne chiedesse una esemplare punizione.
Il successore di Luigi fu il figlio, Carlo, che, raccolto intorno a sé diversi nobili, detti orleanisti, dovette accettare un'umiliante riconciliazione, nel marzo 1409. Nel 1410, Carlo, in seconde nozze, sposò Bona d'Armagnac, la figlia del conte d'Armagnac, Bernardo VII, che portò ad una alleanza tra i partigiani del duca d'Orléans ed i conti d'Armagnac, sotto la guida del conte d'Armagnac, e dato che la lega aveva nelle sue file molti cavalieri guasconi, il partito fu detto degli Armagnacchi, mentre la fazione opposta che si strinse intorno al duca di Borgogna fu detta dei Borgognoni. Essa raggruppava principalmente cavalieri della Francia nord-orientale, soprattutto dei possedimenti di Giovanni senza Paura. A partire da quel momento il regno di Francia fu dilaniato dalla lotte delle due fazioni.

## Antagonismo col re di Francia e fine del partito
Dopo la fine della guerra civile (trattato d'Arras del 1435), mentre il partito degli Armagnacchi si dissolse, il partito dei Borgognoni continuò ad appoggiare il nuovo duca di Borgogna, Filippo il Buono, che si fece riconoscere l'indipendenza dal re di Francia Carlo VII; il partito Borgognone continuò poi ad essere influente anche sotto il regno del successivo duca di Borgogna, Carlo I il Temerario, costituendo una spina nel fianco dei sovrani francesi sino al 1477, quando Luigi XI di Francia astutamente spinse Carlo a combattere e a perdere contro gli Svizzeri; perciò dopo la morte di Carlo il partito si dissolse.

## Principali Borgognoni
- Filippo l’Ardito
- Giovanni senza Paura
- Filippo il Buono
- Carlo il Temerario
- Pierre Cauchon